# Purpose (турне)
Световното турне „Purpose“ е третото световно турне на канадския изпълнител Джъстин Бийбър. То е в подкрепа на четвъртия му студиен албум „Purpose“ (2015) Турнето започва на 9 март 2016 г. в Сеатъл и приключва на 6 септември 2017 г. в Торонто.
Турнето е обявено на 11 ноември 2015 г. в The Ellen DeGeneres Show (известно американско тв шоу като „Шоуто на Елън“). В същия ден 58 дати в САЩ и Канада са обявени в сайта на певеца. Поради изключителното голямо търсене са добавени и допълнителни концерти в няколко града.

## Концертът
Шоуто започва с появяването на изпълнителя в стъклен куб „изскачащ“ под сцената, който го извисява над публиката, изпълнявайки първата песен от албума Mark my words. Младия изпълнител пише думи като hope, faith и т.н с маркер на стените на стъкления куб. По време на второто си изпълнение, извън стъкления куб той се появява на фона на холограми, а над него окачени във въздуха танциорите облечени в бяло, акробатират на песента Where are you now?. За I’ll show you на сцената пада буквално стоманена клетка, под която той обикаля, докато холограмни огнени бури го заобикалят.
В изпълнението на „Love yourself“, Бийбър свири на акустична китара, докато седи на червен диван от кадифе в центъра на сцената. По-късно, акустичната почивка също продължава със свежото соло изпълнение на „Home to mama“ и новата песен, наречена „Несигурност“. След акустичения сет, „Boyfriend“ се изпълнява, от танцьори в черни бодита и LED светлини, създаващи „светлинно шоу“ в хореографията. По-късно, „Been you“ се изпълнява от Бийбър и неговите танцьори, с помощта на dance break], докато в Company, скрита платформа забита в тавана, започва да се спуска и това се оказа гигантски, окачен батут, на който Джъстин прави няколко задни салта. No sense е последвана от изпълнението на Hold tight и „No pressure“. Изпълнението на „As long as you love me“ притежава тежки електрически рефрени. Докато носи тениска на Marilyn Manson, той „въвежда и прегръща учениците танцьори“. По време на „Children“, което е последвано от „Life is worth living“, където Бийбър е подкрепен от танцуващи двойки в ярък бял цвят, които правят по-съвременна хореографията. В „What do you mean?“, танцьори на скейтборд обикалят певеца, който по това време се е преоблякъл в чифт маратонки, украсени с логото на турнето (Purpose). Изпълнението на (Baby) се счита за „игриво“, и по-късно той изпълнява „Purpose“ на бял роял, Концертът завърши с "Sorry” където Бийбър стои с неговите танцьори под изкуствен дъжд.

## Песни
- „Mark My Words“
- „Where Are U Now“
- „Get Used To It“
- „I’ll Show You“
- „The Feeling“
- „Boyfriend“
- „Love Yourself“
- „Been You“
- „Company“
- „No Sense“
- „Hold Tight“
- „No Pressure“
- „As Long As You Love Me“
- „Children“
- „Let Me Love You“
- „Life is Worth Living“
- „What Do You Mean?“
- „Baby“
- „Purpose“
- „Sorry“